# Comté de Clay (Missouri)
Pour les articles homonymes, voir Comté de Clay.
Le comté de Clay  (Clay County) est un comté du Missouri aux États-Unis. Le siège du comté se situe à Liberty. Le comté fut créé en 1822 et nommé en hommage au sénateur Henry Clay.  Au recensement de 2010, la population était constituée de 221.939 individus.  Le comté fait partie de la zone métropolitaine de Kansas City.

## Géographie
Selon le bureau du recensement des États-Unis, le comté totalise une surface 1.059 km² dont 32 km² d’eau. 

### Comtés voisins
- Comté de Clinton (Missouri)  (nord)
- Comté de Ray  (est)
- Comté de Jackson (Missouri)  (sud)
- Comté de Wyandotte  (sud-ouest)
- Comté de Platte (Missouri)  (ouest)

### Routes principales
- Interstate 35
- Interstate 435
- U.S. Route 69
- U.S. Route 169
- Missouri Route 1
- Missouri Route 33
- Missouri Route 92
- Missouri Route 152
- Missouri Route 210
- Missouri Route 291

## Démographie
Selon le recensement de 2000, sur les 184.006 habitants, on retrouvait 72.558 ménages et 50.137 familles dans le comté. La densité de population était de 179 habitants par km² et la densité d’habitations (76 230 au total)  était de 74 habitations par km². La population était composée de 92,46 % de blancs, de 2,66 %  d’afro-américains, de 0,48 % d’amérindiens et de 1,35 % d’asiatiques.
33,80 % des ménages avaient des enfants de moins de 18 ans, 55,4 % étaient des couples mariés. 25,8 % de la population avait moins de 18 ans, 8,7 % entre 18 et 24 ans, 32,3 % entre 25 et 44 ans, 22,3 % entre 45 et 64 ans et 10,8 % au-dessus de 65 ans. L’âge moyen était de 35 ans. La proportion de femmes était de 100 pour 94,6 hommes.
Le revenu moyen d’un ménage était de 48.347 dollars.

## Villes et cités
| - Avondale - Birmingham - Claycomo - Excelsior Estates - Excelsior Springs - Gladstone | - Glenaire - Holt - Kansas City - Kearney - Lawson | - Liberty - Missouri City - Mosby - North Kansas City (Missouri)North Kansas City - Oaks (Missouri)Oaks - Oakview | - Oakwood - Oakwood Manor - Oakwood Park - Pleasant Valley - Prathersville - Randolph - Smithville |

## Personnalités du comté
- Jesse James né dans le comté en 1848.
- Gang James-Younger